# Francis Marshall
Francis Hugh Adam Marshall CBE, FRS (High Wycombe, 11 de julho de 1878 — Cambridge, 5 de fevereiro de 1949) foi um fisiologista britânico.

## Obras selecionadas
- The physiology of reproduction, with William Cramer and James Lochhead, London: Longmans, Green and Co., 1910; 2nd ed., with William Cramer, James Lochhead and Cresswell Shearer, 1922; 3rd ed., with Alan S. Parkes, 1952; 4th ed., with Alan S. Parkes and George Eric Lamming, titled Marshall's Physiology of reproduction, 4 vols., Edinburgh: Churchill Livingstone, 1984.
- An introduction to sexual physiology for biologial, medical and agricultural students, London: Longmans, Green, and Co., 1925.